# Nouvelle Écologie démocrate
De Nouvelle Écologie démocrate (Nederlands: Nieuwe Ecologische Democratie, NED) is een kleine ecologische partij in Frankrijk. De partij is niet vertegenwoordigd in het parlement van Frankrijk, maar wel in enkele regionale volksvertegenwoordigingen. Ook levert de partij enkele lokale en regionale bestuurders.
De partij ontstond op 28 mei 2013 als afsplitsing van de partij Cap21. Een aantal leden van die partij was het niet eens met de linkse koers die de partij in hun ogen was gaan varen. De nieuwe Nouvelle Écologie démocrate (NED) sloot zich na oprichting aan bij de Union des démocrates et indépendants (UDI), de grootste centrumpartij van Frankrijk.
Voorzitter van de partij is Éric Delhaye.

## Ideologie
De NED zet zich als partij in voor een beter leefmilieu voor mens en dier. De partij is voorstander van een hogere wegenbelasting voor vrachtwagens die zware goederen vervoeren en is tegenstander van het boren naar schaliegas. Anders dan andere ecologische en groene partijen in Frankrijk, is de NED geen linkse of centrumlinkse politieke partij, maar een partij van het politieke midden.